# Júlio Pomar
Júlio Pomar Culebras (Lisboa, Portugal; 10 de enero de 1926-Ibidem, 22 de mayo de 2018) fue un pintor portugués.

## Biografía
Estudió en la escuela superior de Bellas Artes de Lisboa y de Oporto. Realizó exposiciones principalmente en Lisboa y París, habiendo hecho su primera exposición individual en 1947 en Oporto. Fue el principal escultor del Neorrealismo portugués, de 1945 a 1957, siguiendo por otros caminos en épocas posteriores. Su obra más famosa de la fase neo-realista es O Almoço do Trolha (1946-1950). Falleció en Lisboa, el 22 de mayo de 2018 a los 92 años de edad